# Semiothisa subcinctaria
Semiothisa subcinctaria är en fjärilsart som beskrevs av Walker 1862. Semiothisa subcinctaria ingår i släktet Semiothisa och familjen mätare. Inga underarter finns listade i Catalogue of Life.